# 池田由道
池田 由道（いけだ よしみち）は、江戸時代前期から中期にかけての旗本。通称は織部。

## 略歴
延宝8年（1680年）、池田由孝の子として誕生。幼名は豹次郎。初名は由利。
池田重教の末期養子となり、元禄8年（1695年）7月11日、遺領を継ぐ。元禄15年（1702年）6月21日、小姓となる。享保19年（1734年）12月22日、家督を子・頼教に譲り致仕した。また、素塵と号した。
寛保3年（1743年）3月5日、死去。享年63。下谷正燈寺に葬る。

## 系譜
- 父：池田由孝（1641-1696）
- 母：不詳
- 養父：池田重教（1660-1695）
- 正室：伊達宗純の娘
- 室：坂本氏
  - 次男：池田政方（1714-1792） - 池田政倚の養子
- 生母不明の子女
  - 長男：池田頼教（1706-1742）
  - 三男：池田政美（1725-1756） - 池田政休の養子
  - 女子：島津久芳室
  - 女子：中山房明室 - のち離縁
  - 女子：大屋昌美室